# Бараолт
Бараолт (рум. Baraolt) — місто у повіті Ковасна в Румунії. Адміністративно місту підпорядковані такі села (дані про населення за 2002 рік):
- Бодош (446 осіб)
- Біборцень (775 осіб)
- Кепень (1130 осіб)
- Міклошоара (512 осіб)
- Ракошул-де-Сус (893 особи)

Місто розташоване на відстані 186 км на північ від Бухареста, 27 км на північний захід від Сфинту-Георге, 46 км на північ від Брашова.

## Населення
За даними перепису населення 2002 року у місті проживали 9670 осіб.
Національний склад населення міста:
| Національність | Кількість осіб | Відсоток |
| -------------- | -------------- | -------- |
| угорці         | 9271           | 95,9%    |
| румуни         | 300            | 3,1%     |
| цигани         | 84             | 0,9%     |
| німці          | 11             | 0,1%     |
| українці       | 1              | < 0,1%   |
| серби          | 1              | < 0,1%   |
| болгари        | 1              | < 0,1%   |
| поляки         | 1              | < 0,1%   |

Рідною мовою назвали:
| Мова       | Кількість осіб | Відсоток |
| ---------- | -------------- | -------- |
| угорська   | 9354           | 96,7%    |
| румунська  | 291            | 3,0%     |
| циганська  | 11             | 0,1%     |
| німецька   | 10             | 0,1%     |
| українська | 3              | < 0,1%   |
| сербська   | 1              | < 0,1%   |

Склад населення міста за віросповіданням:
| Релігія                                       | Кількість осіб | Відсоток |
| --------------------------------------------- | -------------- | -------- |
| реформати                                     | 4630           | 47,9%    |
| римо-католики                                 | 2896           | 29,9%    |
| унітарії                                      | 1620           | 16,8%    |
| православні                                   | 248            | 2,6%     |
| баптисти                                      | 89             | 0,9%     |
| п'ятдесятники                                 | 46             | 0,5%     |
| лютерани (Синодально-пресвітеріанська церква) | 19             | 0,2%     |
| не релігійні                                  | 13             | 0,1%     |
| греко-католики                                | 6              | 0,1%     |
| адвентисти                                    | 5              | 0,1%     |
| бретрени                                      | 4              | < 0,1%   |
| лютерани (Аугсбурзького сповідання)           | 4              | < 0,1%   |
| старообрядці                                  | 2              | < 0,1%   |
| лютерани                                      | 1              | < 0,1%   |
| атеїсти                                       | 1              | < 0,1%   |
| не вказали релігію                            | 39             | 0,4%     |

## Зовнішні посилання
- Дані про місто Бараолт на сайті Ghidul Primăriilor [Архівовано 15 травня 2012 у Wayback Machine.]